# 西村あさひ法律事務所
西村あさひ法律事務所・外国法共同事業（にしむらあさひほうりつじむしょ がいこくほうきょうどうじぎょう、Nishimura & Asahi (Gaikokuho Kyodo Jigyo)：N&A）は、日本の法律事務所。

## 概要
組合としての西村あさひ法律事務所と弁護士法人としての弁護士法人西村あさひ法律事務所の共同事業で、組合の組合員である弁護士法人NISHIMURA&ASAHI法律事務所が存在する。
実務家の弁護士の他にも、法学者や元官僚、税理士や弁理士なども擁している。所属弁護士数は832人（2024年（令和6年）1月現在）で、日本の法律事務所としては最多の所属弁護士数である。
西村利郎が創業し「四大法律事務所」の1つに数えられた西村総合法律事務所が、2004年（平成16年）1月をもってときわ総合法律事務所と統合して西村ときわ法律事務所となり、さらに、西村ときわ法律事務所が、2007年（平成19年）7月1日をもってあさひ法律事務所国際部門と統合し現在の名称となった。「四大の中で、最も体育会系気質が強いとされ、猛烈に働く弁護士が多いといわれる。」と評されている。

## 業務分野
企業法務、金融法務、倒産・事業再生、争訟、独占禁止法、知的財産などビジネス関係の国際ないし国内法務や多くのM&A案件 を扱う。

## 沿革
- 1966年（昭和41年）12月 - 西村利郎、栗山法律事務所から独立して中央区銀座にて西村法律事務所を設立。
- 1967年（昭和42年）1月 - 小松雄介とのパートナーシップを結んで西村小松法律事務所となり、港区赤坂の山王グランドビルへ移転。
- 1969年（昭和44年） - 西村小松友常法律事務所に改称（友常信之弁護士に由来）。
- 1978年（昭和53年）9月 - 西村利郎、眞田幸彦、下條正浩ら8名の弁護士からなる西村眞田法律事務所(Nishimura & Sanada) として、千代田区霞が関の霞が関ビルディングへ移転。
- 1990年（平成2年）
  - 10月1日 - 田中克郎らの知的財産部門が独立してTMI総合法律事務所(TMI Associates) を設立。
  - 10月 - 港区赤坂のアーク森ビルに移転。
- 1996年（平成8年）8月 - 眞田幸彦のインサイダー取引の嫌疑を受けた辞任（後に起訴、有罪確定）[4]に伴い、西村総合法律事務所(Nishimura & Partners) に改称。
- 2000年（平成12年）7月 - 寺本合同法律事務所を吸収。
- 2004年（平成16年）
  - 1月 - ときわ総合法律事務所(Tokiwa Sogo Law Offices) を統合し、西村ときわ法律事務所(Nishimura & Partners) に改称。
  - 10月 - 三井安田法律事務所(Mitsui, Yasuda, Wani & Maeda) より前田博らのグループを吸収。
- 2007年（平成19年）
  - 4月 - 西村高等法務研究所の設立。
  - 7月 - あさひ法律事務所(Asahi Law Offices) 国際部門を統合し、西村あさひ法律事務所に改称。
- 2009年（平成21年）12月 - 弁護士法人曾我・瓜生・糸賀法律事務所と中国業務に関して業務提携合意。
- 2010年（平成22年）
  - 6月 - 北京事務所開設。
  - 10月 - ホーチミン事務所開設。
- 2011年（平成23年）9月 - ハノイ事務所開設。
- 2012年（平成24年）
  - 1月 - シンガポール事務所開設。
  - 8月 - 弁護士法人西村あさひ法律事務所設立。大阪事務所および名古屋事務所開設。
- 2013年（平成25年）
  - 5月 - ヤンゴン事務所開設。
  - 7月 - 福岡事務所、バンコク事務所開設。
- 2018年（平成30年）10月 - ニューヨーク事務所開設。
- 2023年（令和5年）4月 - 札幌事務所開設。

### 旧・ときわ総合法律事務所の沿革
- 1976年（昭和51年）3月 - 松嶋英機、清水直法律事務所から独立して松嶋英機総合法律事務所を設立。
- 2003年（平成15年） - パートナーシップ体制への改組に伴い、ときわ綜合法律事務所に改称。
- 2004年（平成16年）1月 - 西村総合法律事務所と統合して西村ときわ法律事務所に。綾克己ら一部は大江橋法律事務所の東京事務所に参加（ただし、2007年10月に独立して「ときわ法律事務所」を設立。）。

## 主要案件
- ジャニーズ事務所（危機管理、新会社設立業務等を担当 - 記者会見の運営委託先としてFTIコンサルティングを紹介[5][6]）

## 不祥事・批判
2014年、所属弁護士の岩倉正和（2025年現在・TMI総合法律事務所パートナー）、森倫洋（2025年現在・AI-EI法律事務所代表）、佐々木秀が、日本弁護士連合会より、懲戒処分（戒告）を受けた。その理由は、「自己が関係をしている訴訟の第1審判決について、自ら及び同僚弁護士が記載した同判決への批評記事を、出版社に働き掛けて匿名または編集部名義で法律雑誌に掲載させ、あたかも第三者が記載した批評記事であるかのように偽って記事を掲載させるとともに、同記事を同訴訟における控訴状に引用して、裁判官にあたかも第三者が記載した批評記事であることを前提とした主張立証活動をしようとした。」というものである。
2020年7月の東芝の定時株式総会において、東芝が大株主であるエフィッシモ・キャピタル・マネジーメント等をアクティビストとみなし、エフィッシモの株主提案提出を妨げようとしたり、東芝が株主総会で有利となるよう、経済産業省と結託し、外国為替及び外国貿易法を使ってアクティビスト株主を排除しようとし、他の株主の議決権行使に影響を与えようとした件において、会社法に基づく調査報告書は、東芝の株主の権利が制限され、株主総会の公平な運営が妨げられたと結論づけた。
報告書を受けた東芝は2021年6月14日、同25日開催の株主総会での会社側の社外取締役候補である太田順司、山内卓両氏の再任案を取り下げ、豊原正恭副社長、加茂正治上席常務の退任も決めた。
西村あさひは、それに先立ち、東芝の監査役会の依頼により、監査役会の補助者として調査を受任し、株主総会での不当な圧力の証拠は認められないと結論づけており、上記の会社法に基づく外部弁護士の調査報告書とは逆の結果を出していた。
コーポレートガバナンスに詳しい複数の弁護士は、西村あさひは東芝経営陣に本件の以前から法的助言をしており、利益相反を避けるために、そもそも西村あさひは調査を受任するべきでなかったと批判した。
2023年9月4日にジャニーズ性加害問題当事者の会はジャニー喜多川の被害者への性加害について、ジャニーズ事務所に対して被害者救済のための委員会を設置する要望書を送ったことを明らかにした。
9月13日にジャニーズ事務所は被害者救済委員会を設置して窓口を設置して金銭補償をすることを発表。
この委員会は裁判官も務めたこともある3人の弁護士、森倫洋（現AI-EI法律事務所代表パートナー・元西村あさひ法律事務所パートナー）、定塚誠（現AI-EI法律事務所顧問弁護士）および杉原麗（現霞総合法律事務所パートナー）で構成されている。この3人で独立性を維持して運営と判断が行われるとしている。
しかしながら、顧問弁護士の木目田裕をはじめ、チーフ・コンプライアンス・オフィサーの山田将之、被害者救済委員会の森と西村あさひ法律事務所系の関与が過ぎるとの批判がある。

不動産投資会社レーサムの創業者で、1992年から2021年まで取締役を勤めた男が、ホテルで覚醒剤やコカインを所持したとして覚醒剤取締法違反などの罪で逮捕・起訴され、2025年8月14日までに懲役2年、執行猶予4年の判決を受けた 。
この男は、1992年の同社の創業時から、2021年に取締役会長を辞任するまで同社に勤務していたが、松嶋は2012年より、死去する2021年まで同社の社外監査役を勤めていた。。
同社の創業者の男の違法薬物中毒疑惑は、少なくとも2015年には週刊誌で報道されており、松嶋が社外監査役としての善管注意義務、特に法令違反の報告義務を適切に遂行していたかは疑問符がつく 。

## 所属弁護士等

### パートナー
- 小野傑
- 草野耕一（東京大学大学院法学政治学研究科客員教授、元・慶應義塾大学教授）
- 前田博
- 手塚裕之
- 川合弘造（元・東京大学助手）
- 戸田暁（元・京都大学准教授）
- 小口光
- 島田まどか
- 柴田寛子
- 田端公美
- 森田多恵子
- 淀川詔子
- 菅野百合

### アドバイザー
- 長野庬士（元・大蔵省証券局長）
- 神田秀樹（東京大学名誉教授）

### オブカウンセル
- 中山信弘（東京大学名誉教授）
- 伊藤鉄男（山梨学院大学教授、元・次長検事）
- 可部哲生（元・国税庁長官）

### カウンセル
- 宍戸充（日本大学教授、元・東京高裁判事）
- 細野敦（コメンテーター、元・東京高裁判事）
- 松尾直彦（元・金融庁総務企画局市場課金融商品取引法令準備室長兼政策課法務室長）

### その他の顧問
- 大島正太郎（WTO上級委員、元・駐韓国大使）
- 五味廣文（元・金融庁長官）
- 小田嶋清治（元・仙台国税局長）
- 相澤英孝（一橋大学教授、元・早稲田大学教授）
- 森生明（経営コンサルタント）

### 過去の所属者
- 西村利郎（最高顧問として在職中死去）
- 江尻隆（元・パートナー）
- 松嶋英機（元・パートナー）
- 佐藤勲平（オブ・カウンセルとして在職中死去）元・公取委委員、元・福岡地方検察庁検事正
- 阿川尚之（元・顧問） 慶應義塾大学名誉教授
- 平出慶道（元・カウンセル）名古屋大学名誉教授
- 升永英俊（元・アソシエイト）TMI総合法律事務所パートナー
- 志賀櫻 （元・カウンセル）元・志賀櫻法律事務所所長、元・東京税関長、岐阜県警本部長
- 後藤啓二　後藤コンプライアンス法律事務所所長、元・愛知県警警務部長
- 越直美 （元・アソシエイト）第23代大津市長
- 南知果（元・アソシエイト）法律事務所ZeLo所属
- 鬼頭季郎 （元・カウンセル）紀尾井町東法律事務所顧問、元・情報公開・個人情報保護審査会長、元・東京高裁判事
- 福田博（元・オブ・カウンセル） 元・最高裁判事、元・外務審議官
- 樋口建史 （元・アドバイザー）駐ミャンマー大使、元・警視総監
- 町田幸雄 （元・オブ・カウンセル）町田幸雄法律事務所長、元・次長検事
- 落合誠一（元・オブ・カウンセル） 東京大学名誉教授
- 小杉晃（パートナー在職中死去）
- 安田三洋（元・パートナー）丸の内国際法律事務所顧問
- 岩倉正和（元・パートナー）TMI総合法律事務所パートナー、一橋大学教授
- 大貫裕仁（パートナー在職中死去）元・日本弁護士連合会事務次長
- 滝本豊水 （元・カウンセル）ほくと法律事務所顧問、元・大蔵省大臣官房審議官